# 원주 문화의 거리
원주 문화의 거리는 대한민국 원주시에 있는 거리이다. 중앙동 (원주시) 275번지에 있으며, 한 차례 경관개선사업을 시행한 바 있다.

## 갤러리

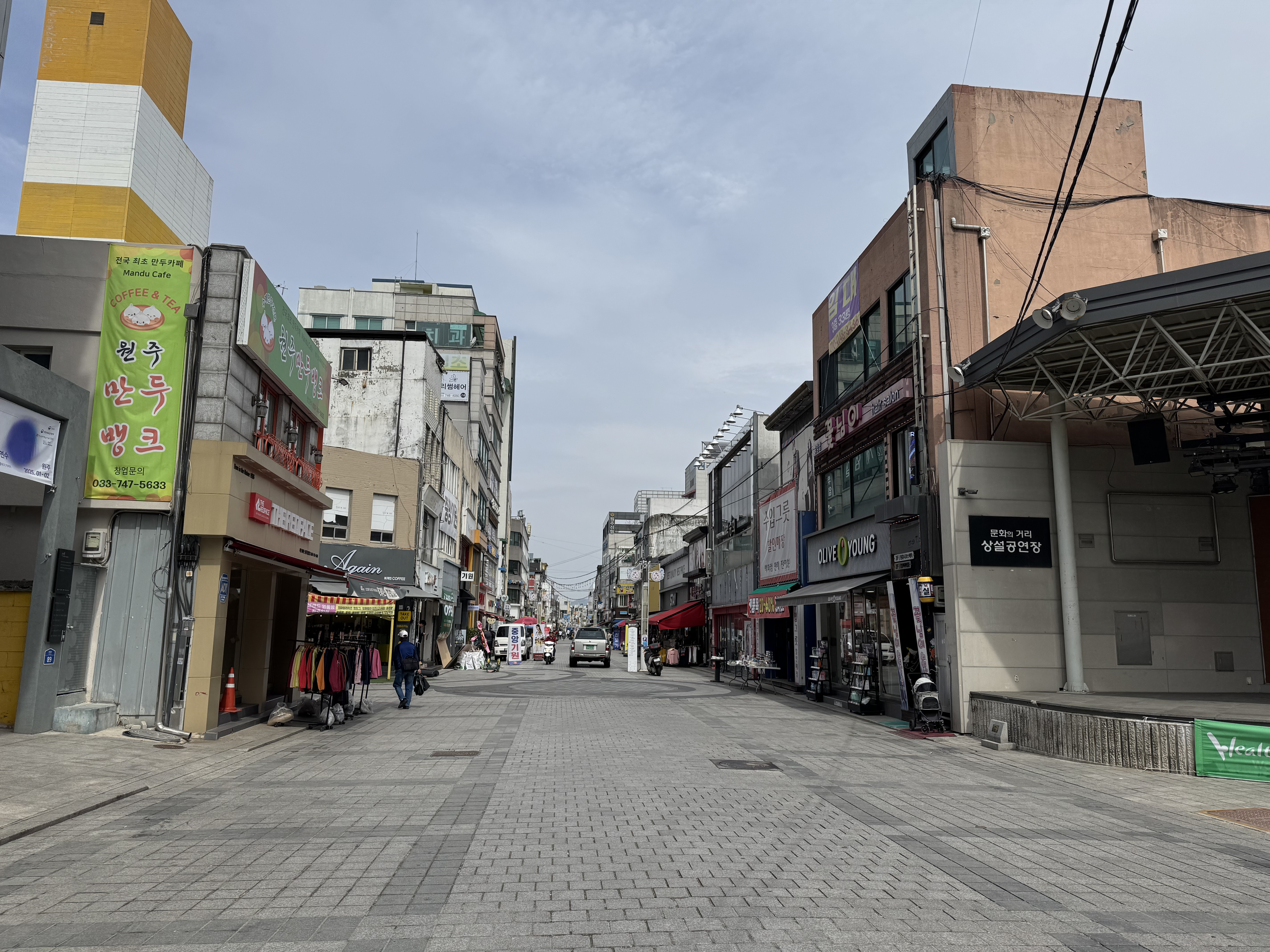
원주 중앙로 문화의 거리
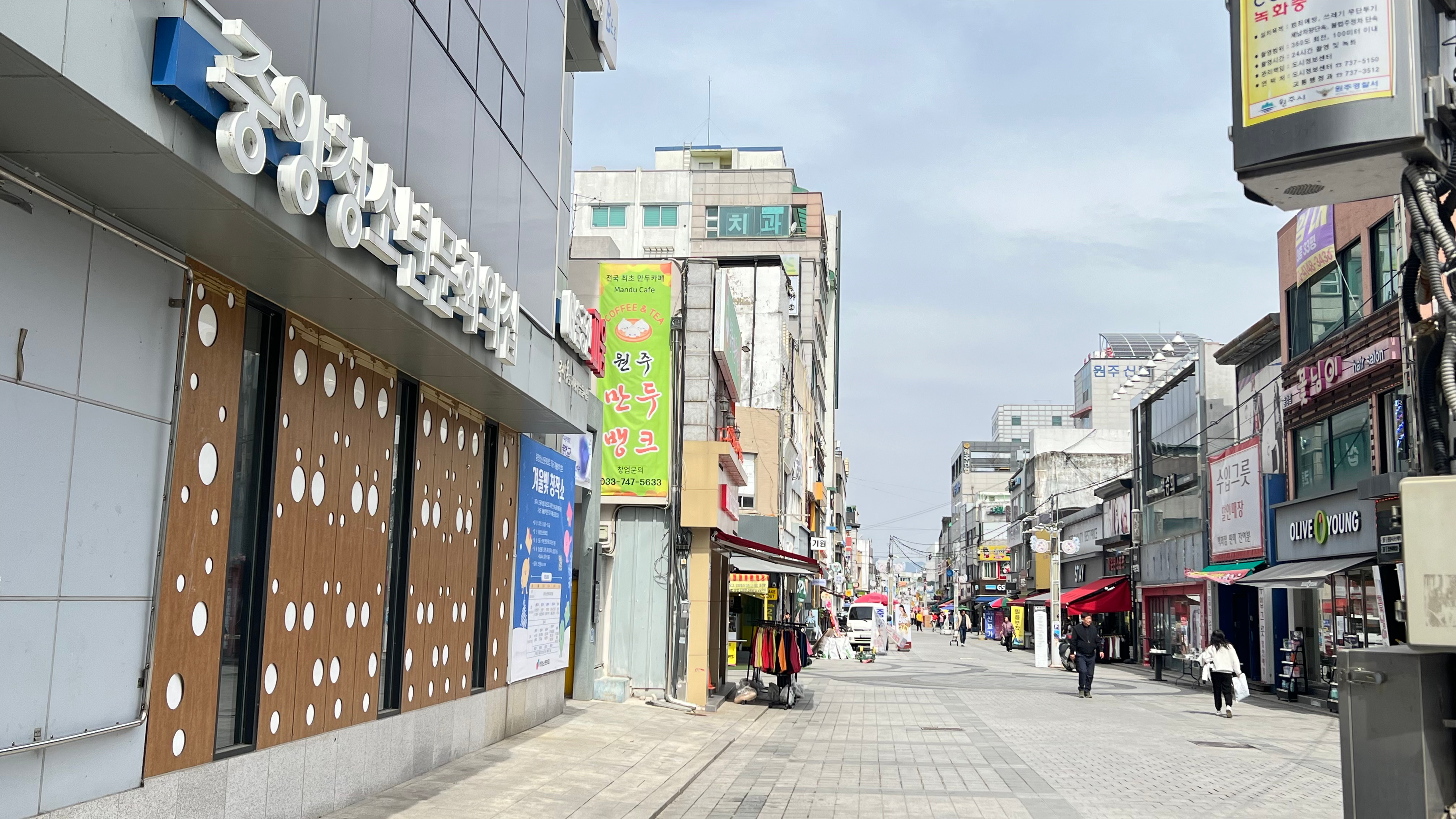
문화의 거리 2